# Dekanat pomorsko-warmiński
Dekanat pomorsko-warmiński – dekanat diecezji warszawskiej Kościoła Polskokatolickiego w RP, obejmujący swoim zasięgiem całkowity obszar województwa kujawsko-pomorskiego, województwa pomorskiego oraz województwa warmińsko-mazurskiego. Siedziba dekanatu znajduje się w Elblągu.

## Parafie dekanatu pomorsko-warmińskiego
- parafia Zmartwychwstania Pańskiego w Bydgoszczy, proboszcz: ks. Piotr Kowalczyk
- parafia Dobrego Pasterza w Elblągu, proboszcz: ks. dziek. Kazimierz Klaban
- parafia Bożego Ciała w Gdańsku, proboszcz: ks. dr Rafał Michalak
- parafia Wniebowzięcia Najświętszej Maryi Panny w Gdyni, proboszcz: ks. Kamil Korpik
- parafia Matki Boskiej Wniebowziętej w Olsztynie, proboszcz: ks. Artur Krzyczkowski
- parafia Matki Bożej Anielskiej w Tolkmicku, proboszcz: ks. dziek. Kazimierz Klaban
- parafia Narodzenia Najświętszej Maryi Panny w Toruniu, proboszcz: ks. mjr. dr hab. Mirosław A. Michalski